# Phalonidia mayarina
Phalonidia mayarina es una especie de polilla del género Phalonidia, categorizada en la tribu Cochylini, de la subfamilia Tortricinae.

## Distribución
Se distribuye por América: Cuba, en la ciudad de Holguín.

## Taxonomía
Fue descrita por Razowski & Becker en 2007 y publicada en SHILAP Revta. Lepid. 35: 69.